# Euthyrrhapha tenella
Euthyrrhapha tenella är en kackerlacksart som först beskrevs av Lucas J. Stal 1856.  Euthyrrhapha tenella ingår i släktet Euthyrrhapha och familjen Polyphagidae. Inga underarter finns listade i Catalogue of Life.